# يان بيل
يان بيل (11 أبريل 1982 في المملكة المتحدة - ) (بالإنجليزية: Ian Bell)‏ هو مهندس ولاعب كريكت بريطاني. شارك مع منتخب إنجلترا للكريكت. أما مع النوادي، فقد لعب مع نادي وارويكشاير للكريكيت ‏ ونادي مارليبون للكريكت ‏ وPerth Scorchers ‏ وWarwickshire Cricket Board ‏.

## وصلات خارجية
- يان بيل على موقع إي آس بي آن كريك إنفو (الإنجليزية)
- يان بيل على موقع ويزدن الهند (الإنجليزية)